# Jorge Basadre
Jorge Basadre Grohmann (Tacna, Chili, 12 Février 1903 - Lima, 29 juin 1980) est un historien et historiographe péruvien du XXe siècle. Professeur d’université, il est aussi un critique littéraire et un homme politique ayant occupé des fonctions publiques importantes dans les domaines de l’éducation et de la culture. À deux reprises il est Ministre de l’éducation (en 1945, près de 4 mois, et de 1956 à 1958). Directeur de la Bibliothèque Nationale Du Pérou, il prend en charge sa reconstruction et sa réorganisation après l’incendie qu’elle a subi en 1943.Jorge Basadre Grohmann est auteur de L’Histoire de la République du Pérou, considérée comme l’œuvre la plus significative de l’historiographie péruvienne du XXe siècle. Elle a été rééditée et complétée plusieurs fois depuis 1939, jusqu'à atteindre les 16 tomes en 1968. Elle a continué à être rééditée après son décès.   

## Biographie

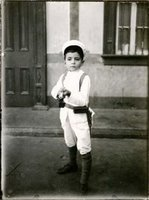
Basadre vêtu en soldat dans sa ville natale Tacna, au début du XXe siècle.

Jorge Basadre Grohmann naît à Tacna le 12 février 1903, fils de Carlos Basadre Forero, ingénieur, et d'Olga Grohmann Pividal, d’ascendance allemande. Comme Arica, Tacna était depuis 1880 sous administration chilienne, dans l’attente de la réalisation d’un plébiscite sur la question d’un rattachement au Pérou ou au Chili. La majorité de la population de Tacna défendait alors son droit à rester péruvienne. Cette atmosphère patriotique a marqué profondément la personnalité de Basadre, comme il a pu le reconnaître personnellement.                    
Entre 1925 et 1926 il a fait partie de la délégation péruvienne qui a été envoyée au sud pour coordonner la réalisation du référendum de Tacna et Arica. Il se trouvait en train de réaliser ce travail quand il a été blessé par une pierre lancée par un habitant de la région. Le référendum n’a pas pu se réaliser à cause de l'absence de garanties. Deux ans après, Tacna a été incorporée définitivement au Pérou, alors qu’Arica est au pouvoir du Chili (1929)
En 1919 il entre à l’Université national majeure de San Marcos, où il obtient un doctorat en Lettres avec sa thèse “Contribution à l’étude de la révolution sociale et politique du Pérou durant la République” (1928). Il obtient également un doctorat en Droit, avec sa thèse sur “Les sources de l’histoire du Droit péruvien” (1935). Il devient aussi avocat. 
En tant qu'étudiant, il est intervenu au cycle de conférences de l’Université de San Marcos de 1919, avec d’autres jeunes étudiants de la Génération de la Réforme. À cette époque, il a offert ses services à la Bibliothèque nationale du Pérou, y débutant comme auxiliaire avant d'y être conservateur (1919-1930). Il a aussi enseigné l’histoire dans plusieurs écoles de Lima. 
En 1928, il commence sa carrière d'enseignant à l’Université de San Marcos, en étant le professeur le plus jeune (âge 26 ans). À l’invitation du recteur Alejandro Deustua il lit le discours d'ouverture de l’année universitaire, le 1er avril 1929. De 1930 à 193, il est nommé Directeur de la Bibliothèque Centrale de l’Université de San Marcos. Grâce à une bourse accordée par la Fondation Carnegie, en 1931 il voyage aux États-Unis pour étudier l'organisation des bibliothèques. Il décide d’aller en Europe. Il suit des cours à l’Université de Berlin et il réalise des investigations aux archives en Espagne. Il revient au Pérou en 1935 et il reprend la direction de la Bibliothèque de l’Université de San Marcos, charge qu’il exerce jusqu’à 1942. Il est aussi rédacteur du Bulletin bibliographique de cette Bibliothèque.                
Après l’incendie de la Bibliothèque Nationale du Pérou, qui s’est déroulé en mai 1943, le président Manuel Prado y Ugarteche lui offre la direction de cet établissement, avec l’énorme mission de le reconstruire et le réorganiser. Il fonde plusieurs publications, comme la revue Fénix et l’Annuaire bibliographique péruvien. Il crée l’École nationale des Bibliothécaires en 1944 et il se consacre à la récolte de nouveaux fonds bibliographiques. Après avoir affronté de larges journées de travail et vaincre de grandes difficultés, en septembre 1948 il a pu rouvrir finalement la totalement rénovée Bibliothèque nationale.  
Il est nommé Ministre de l'Éducation publique à deux reprises : du 28 juillet au 11 octobre 1945 (gouvernement de José Luis Bustamante y Rivero), et de 1956 à 1958 (second gouvernement de Manuel Prado). En 1948, il laisse la direction de la Bibliothèque nationale et devient directeur du Département des Affaires Culturelles de l'Union Panaméricaine, charge exercée jusqu'en 1950. À son retour au Pérou l’année suivante, il se consacre à l’amplification de sa recherche historiographique grâce à une bourse Rockefeller et il  réintègre  l’enseignement à San Marcos - jusqu’en 1956 où il se retirera définitivement. En 1952, il voyage à nouveau aux États-Unis pour occuper une chaire à l’Université de Virginia, qu’il retrouvera en 1954.
En 1956, le président Manuel Prado le nomme ministre à nouveau avec le portefeuille de l’Éducation. Au bout de deux ans, Basadre abandonne son ministère pour des motifs de santé. À partir de cette date, il se retire de la vie publique en se consacrant entièrement à la recherche historique. Pour réaliser ce labeur, il compte avec le soutien financier de divers sponsors. Il retourne aux États-Unis grâce à une bourse de la OEA et le soutien de la Bibliothèque du Congrès nord américain en 1961 et il reçoit l’honneur du professeur émérite de San Marcos en 1962. 
Il meurt en Lima le 29 juin 1980, à 77 ans.

## Vie académique
Il commence comme professeur à l’Universidad nacional Mayor de San Marcos en 1928, en donnant des cours d’Histoire du Pérou. En 1929 il devient titulaire de la chaire d’Histoire de la République du Pérou, et en 1935 de celle de l’Histoire du Droit Péruvien, jusqu’en 1954 date à laquelle il abandonne l’enseignement professionnel pour se consacrer intégralement à la recherche.
Il est également  professeur d’histoire du Pérou à l’école Guadalupe (1929-1931) et à l’institut Pédagogique Nationale (1930-1931); il exerce la chaire doctorale d’Histoire du Pérou à la Université Pontificale Catholique du Pérou (1935); et il est professeur d’histoire critique du Pérou à l’école militaire de Chorrillos (1941-1945). Il est enfin professeur dans divers centres d’enseignement supérieur en Argentine, Espagne et États-Unis.           
Il est secrétaire général du XXVII Congrès Internationale des Américanistes, ayant leur siège à Lima (1939). Il est président de l’Institut Historique du Pérou (aujourd’hui Académie Nationale de l’Histoire), de 1956 à 1962; membre de l'Académie Péruvienne de la Langue (depuis 1941) et membre de la Société Géographique de Lima.

## Carrière politique
En 1945 quand José Luis Bustamante y Rivero, fut élu président, au sein du gouvernement, il occupa la charge de ministre péruvien de l'Éducation entre le 28 juillet 1945 et le 11 octobre 1945.

## Publications

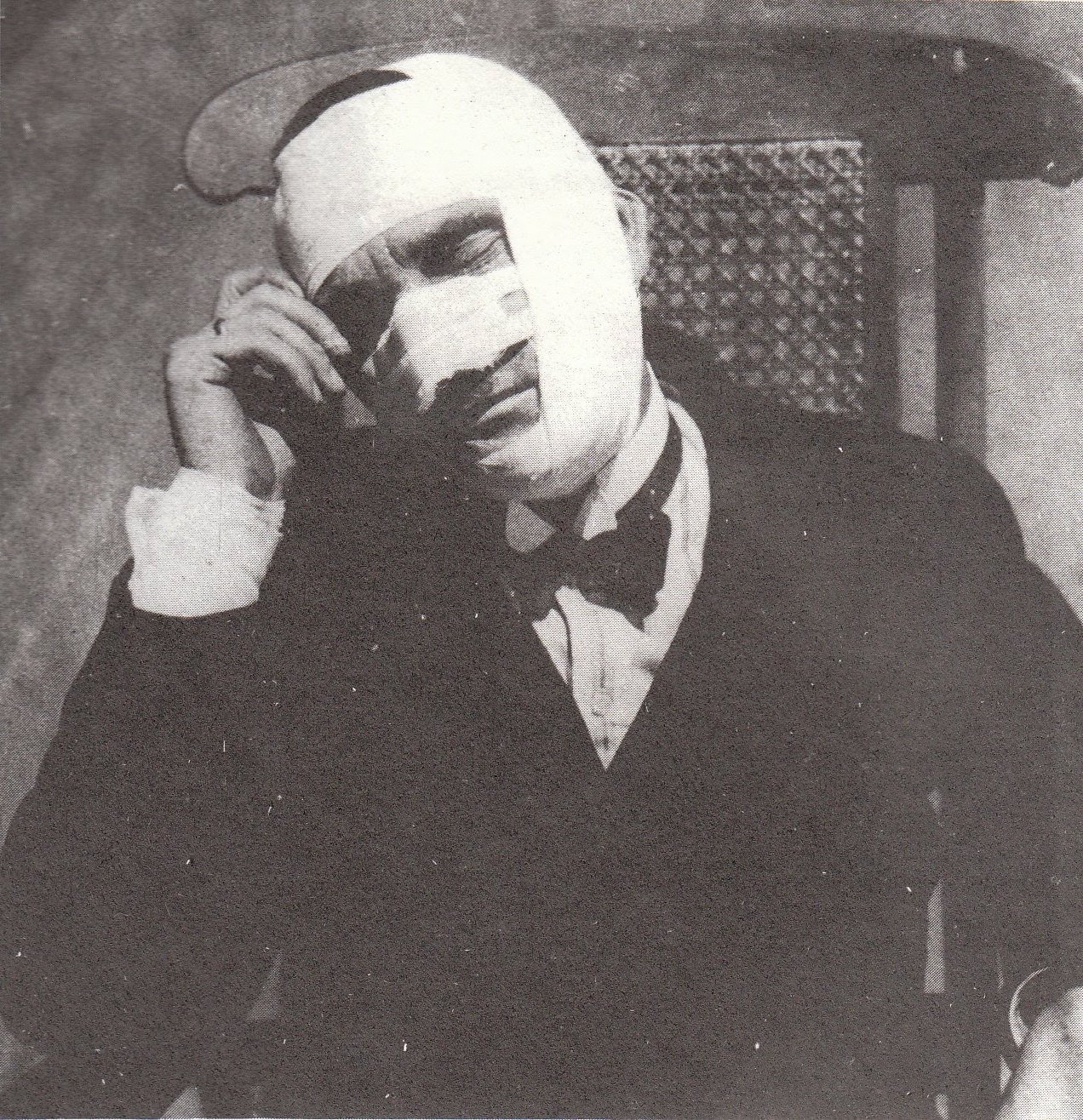
Basadre blessé par un pierre lancée par une foule hostile au plébiscite concernant le retour de Tacna et Arica au Pérou, mai 1926, El Comercio.

- Equivocaciones (1928, et Luis Alberto Sánchez, Se han sublevado los indios).
- La iniciación de la República (2 vol., 1929-1930).
- La multitud, la ciudad y el campo en la historia del Perú (1929),
- Perú: problema y posibilidad. (1931).
- Historia del Derecho Peruano (1937).
- Literatura inca (1938).
- La promesa de la vida peruana (1943, 2da ed. 1958).
- El conde de Lemos y su tiempo (1945).
- Meditaciones sobre el destino histórico del Perú (1947).
- Chile, Perú y Bolivia independientes (1948), tomo XXV Historia de América y de los pueblos americanos.
- Fundamentos de la historia del Derecho (1956).
- El Perú en la cronología universal, 1776-1801 (1957).
- Enfance à Tacna (Infancia en Tacna), (1959)
- Materiales para otra morada (1960), "ensayos sobre temas de educación y cultura".
- Historia de la Cámara de Comercio de Lima (1963).
- En la Biblioteca Nacional. Ante el problema de las elite (1968).
- Introducción a las bases documentales para la Historia de la República del Perú, con algunas reflexiones (2 vols., más 1 fasc.  índices, 1971).
- El azar en la historia y sus límites (1971).
- La vida y la historia (1975, et aumentada en 1981).
- Apertura (1978).
- Elecciones y centralismo en el Perú (1980), "apuntes para un esquema histórico".
- Sultanismo, corrupción y dependencia en el Perú republicano (póstumo, 1981), ensayo.
- Historia de la República del Perú (1939, 6ta edición, 1968-1969, 16 vol. siglo XX).